# Assoli Slivets
Assoli Slivets ou Oly Slivets, née le 22 juin 1982 à Minsk, est une skieuse acrobatique biélorusse.
Elle est la sœur de Timofei Slivets également skieur acrobatique de haut niveau.

## Palmarès

### Jeux olympiques
- Jeux olympiques de 2002 à Salt Lake City (États-Unis):
  - 13e de l'épreuve de saut.
- Jeux olympiques de 2006 à Turin (Italie):
  - 5e de l'épreuve de saut.
- Jeux olympiques de 2010 à Vancouver (Canada):
  - 4e de l'épreuve de saut.
- Jeux olympiques de 2014 à Sotchi (Russie):
  - 12e de l'épreuve de saut.

### Championnats du monde
- Championnats du monde 2007 à Madonna di Campiglio (Italie):
  -  Médaille d'argent sur l'épreuve de saut.

### Coupe du monde
- 4 podiums en carrière.

Palmarès au 10 mars 2007